# Maria Klein-Schmeink

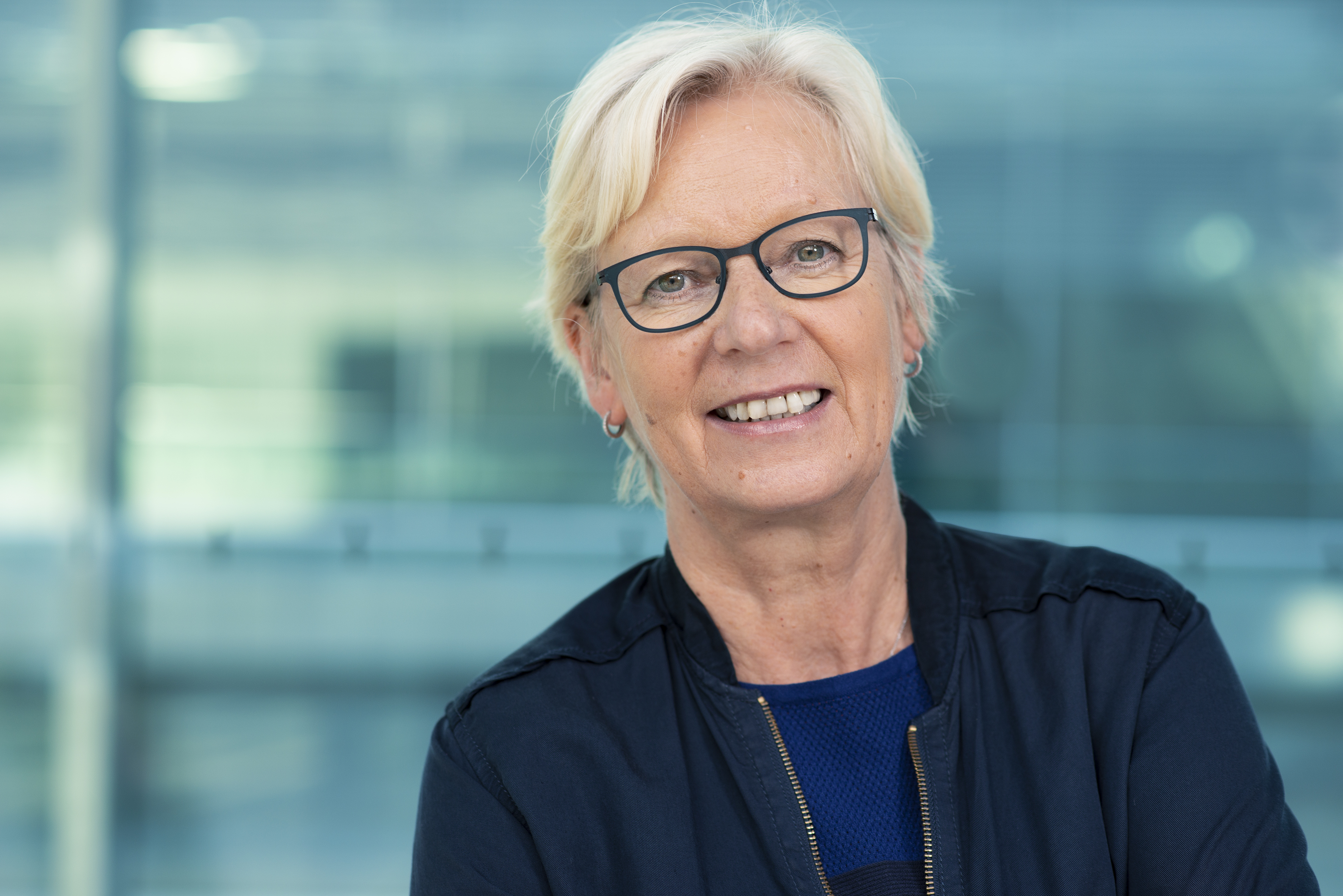
Maria Klein-Schmeink (2018)

Maria Anna Klein-Schmeink (* 6. Januar 1958 in Dingden) ist eine deutsche Politikerin (Bündnis 90/Die Grünen) und Soziologin. Von 2009 bis 2025 war sie Abgeordnete im Deutschen Bundestag. Von 2020 bis 2025 war sie stellvertretende Fraktionsvorsitzende der Grünen-Bundestagsfraktion.

## Leben
Maria Klein-Schmeink studierte von 1977 bis 1984 an der Westfälischen Wilhelms-Universität in Münster Soziologie und schloss mit der Magisterprüfung ab. Noch während ihres Studiums begann sie ehrenamtlich für das Sozialpädagogische Bildungswerk Münster (Sobi) zu arbeiten. Nach dem Abschluss ihres Studiums bis zum Jahr 2002 arbeitete sie hauptamtlich in leitender Position für das Sobi. In den Jahren 1986 bis 1988 war sie am Aufbau der Einrichtung „cultur- und begegnungszentrum achtermannstraße“ (c.u.b.a.) beteiligt. Von 2002 bis zu ihrem Einzug in den Deutschen Bundestag im Jahr 2009 arbeitete sie als Wissenschaftliche Mitarbeiterin für die Grüne Landtagsfraktion in NRW.
Klein-Schmeink ist verheiratet, hat eine Tochter und lebt in Münster.

## Politik
Seit 1986 engagiert sich Klein-Schmeink bei den Grünen in Münster, für die sie im Jahr 1993 in den Stadtrat gewählt wurde. Von 1994 bis zu ihrem Ausscheiden aus dem Rat 2009 war sie Fraktionssprecherin der Grünen. Bei der Kommunalwahl 2004 kandidierte sie für das Amt der Oberbürgermeisterin und erreichte hierbei 11,4 %. Bei einer erneuten Kandidatur für dieses Amt im September 2015 erhielt sie 20,77 % der abgegebenen Stimmen.

## Abgeordnete
Bei der Bundestagswahl 2009 zog Klein-Schmeink über die NRW-Landesliste für die Grünen in den 17. Deutschen Bundestag ein. Im Wahlkreis Münster erreichte sie dabei als Direktkandidatin 12,8 % der Erststimmen. Sie war Mitglied im Ausschuss für Gesundheit und Sprecherin ihrer Fraktion für Prävention und Patientenrechte. Bei der Bundestagswahl 2013 zog sie erneut über die Landesliste NRW in den 18. Deutschen Bundestag ein. Dort war Klein-Schmeink seitdem gesundheitspolitische Sprecherin ihrer Fraktion, ordentliches Mitglied im Ausschuss für Gesundheit sowie stellvertretendes Mitglied im Sportausschuss und im Ausschuss für Arbeit und Soziales. 2017 wurde sie erneut in den Deutschen Bundestag gewählt. Im 19. Deutschen Bundestag war Klein-Schmeink weiterhin ordentliches Mitglied im Ausschuss für Gesundheit und stellvertretendes Mitglied im Ausschuss für Arbeit und Soziales, sowie im Sportausschuss. Am 2. November 2020 wurde sie als Nachfolgerin von Katja Dörner zur stellvertretenden Fraktionsvorsitzenden der Bundestagsfraktion gewählt. Bei der Bundestagswahl 2021 gewann sie erstmals das Direktmandat in Münster. Bei der Bundestagswahl 2025 kandidierte sie nicht erneut.

## Mitgliedschaften
Klein-Schmeink ist Mitglied des Vorstandes der Aktion Psychisch Kranke e. V. in Bonn und Mitglied des Beirates der Stiftung Hospizarbeit Münster.